# Boskop 1

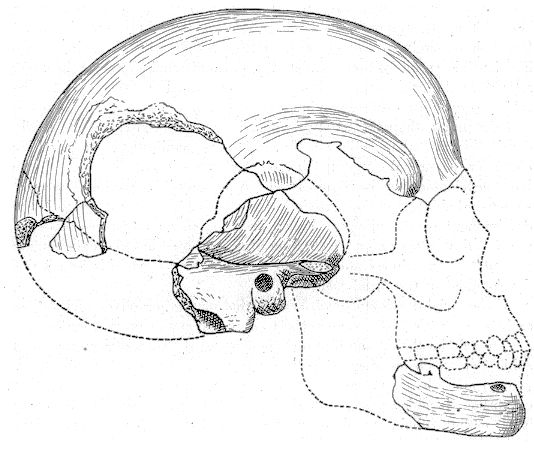
Der restaurierte Schädel Boskop 1: Die Knochen der schattierten Bereiche blieben erhalten.
Abbildung aus R. Broom, 1918.

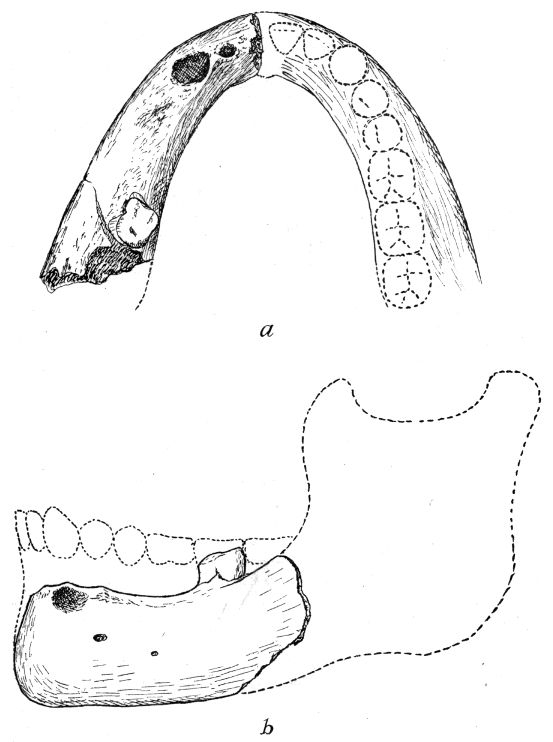
Rekonstruktion des Unterkiefers:
a: Blick von oben. Links das Fragment, rechts das gespiegelte Fragment mit angedeuteten Zähnen
b: Blick auf die linke Hälfte von der Seite. Zähne und aufsteigender Unterkieferast (Ramus mandibulae) sind angedeutet. Abbildung aus R. Broom, 1918.

Boskop 1 ist die wissenschaftliche Bezeichnung für ein fossiles Schädeldach, das im Oktober 1913, mit einem zugehörigen, kleinen Fragment aus der linken Hälfte eines Unterkiefers, im Gebiet des Dorfes Boskop in Südafrika entdeckt wurde. Der Fund war der erste eines homininen Fossils in Südafrika. Er gilt heute als Überrest eines frühen anatomisch modernen Menschen (Homo sapiens) aus der Epoche des Middle Stone Age. Wie seinerzeit üblich wurde der Fund jedoch erstmals 1917 und erneut 1918 – ausführlicher begründet – von Robert Broom einer eigenen Art der Gattung Homo zugeschrieben, genannt Homo capensis.

## Entdeckung
Das Fossil wurde beim Ausheben eines Grabens von Bauarbeitern im Dorf Boskop, nördlich von Potchefstroom, in der historischen südafrikanischen Provinz Transvaal (heute: Nordwest-Provinz) entdeckt. Robert Broom berichtet 1918, dass zwei Farmer unterschiedlicher Meinung waren, ob es sich um Knochen eines Menschen handele, und deshalb im November 1913 ihre Wette von Frederick William FitzSimons, einem Herpetologen und Direktor des Port-Elizabeth-Museums, entscheiden lassen wollten. Obwohl als Experte für Schlangen und Schlangengift fachfremd, erkannte FitzSimons die wissenschaftliche Bedeutung des ihm vorgelegten Schädeldachs und sorgte dafür, dass alle geborgenen Knochen an das Port-Elizabeth-Museum abgegeben wurden. Bei Nachgrabungen an der Fundstelle wurden mehrere kleine Fragmente des Schädels und von Knochen aus dem Bereich unterhalb des Kopfes entdeckt. Mangels aussagekräftiger Begleitfunde war eine Datierung der Fossilien nicht möglich, aufgrund des Ausmaßes der Versteinerung war jedoch erkennbar, dass die Funde „sehr alt“ waren.

## Namensgebung
Im August 1915 erschien in der britischen Fachzeitschrift Nature ein erster Bericht mit drei Abbildungen über den Fund, verfasst von Frederick William FitzSimons. Darin schreibt er, der Schädel stamme „von einer Rasse, so alt wie der Neandertaler, wenn nicht gar älter als dieser und als der Mann von La Chapelle“, denen er in Bezug auf die Form und die Dicke der Schädelknochen sehr ähnlich sei. Zugleich benannte FitzSimons aber auch Merkmale, die denen des anatomisch modernen Menschen nahekamen, woraus er schloss, dass der Fund zwar der „Neandertaler-Rasse“ zuzuordnen, jedoch zu Lebzeiten von „fortgeschrittenerer Intelligenz“ gewesen sei als das Typusexemplar des Neandertalers. Obwohl FitzSimons Vergleich mit dem bis dahin nur aus Europa bekannten Neandertaler wegen der damals weltweit sehr geringen Anzahl homininer Fossilien naheliegend war, wies der britische Anatom und Anthropologe Arthur Keith bereits in einem gleichfalls im August 1915 in Nature erschienenen Kommentar die Interpretation durch FitzSimons zurück. Die dem Artikel von FitzSimons beigegebenen Abbildungen wiesen Keith zufolge „keinerlei für den Neandertaler charakteristischen Merkmale“ auf, das Individuum, von dem das Schädeldach stammt, habe vielmehr ein offensichtlich modernes Aussehen und einen Schädel mit sehr großem Innenvolumen gehabt.
Im Oktober 1915 folgte eine ausführliche mündliche Beschreibung des Fundes während einer Versammlung der Royal Society of South Africa durch den Geologen und stellvertretenden Direktor des South African Museum, Sidney Henry Haughton. In diesem erst 1917 gedruckt erschienenen Vortrag bedauerte er zunächst die vollständige Zerstörung der ursprünglichen Fundstelle und kam zuletzt zu dem Befund, das Schädeldach ähnele – trotz sehr archaisch-verdickter Scheitelbeine – am ehesten jenem der Cro-Magnon-Menschen, der Unterkiefer hingegen weise Merkmale einer fortgeschrittenen Evolution auf und sei „im Großen und Ganzen“ vergleichbar mit jenem eines Bantu.
Vor allem der sehr große Schädel, dem nach seiner Entdeckung ein Innenvolumen von fast 2000 cm³ zugeschrieben wurde und das heute auf 1700 bis 1950 cm³ geschätzt wird (zum Vergleich: ca. 1500 cm³ bei heute lebenden Männern), weckte auch das Interesse von Robert Broom, der 1918 ebenfalls eine deutliche anatomische Nähe zu den europäischen Cro-Magnon-Menschen oder zu deren Vorfahren zu erkennen glaubte – eine aus heutiger Sicht absolut korrekte Interpretation der Funde. Gleichwohl gewichtete Broom im Anschluss an eine genaue Beschreibung der Merkmale von Unterkiefer und Schädeldach die Unterschiede zum modernen Menschen stärker als die Gemeinsamkeiten. Er folgerte, dass „in sehr frühen Zeiten“ in Südafrika „eine Rasse primitiver Menschen“ gelebt habe, deren Merkmale ein großer Schädel mit sehr dicken Scheitelbeinen und einem großen Gehirn sowie einem „kraftvollen Unterkiefer“ mit sehr viel größeren Schneidezähnen und Eckzähnen als beim modernen Menschen seien. Für diesen Typus wählte Broom – unter Hinweis auf die Unterschiede zu Homo sapiens – den Artnamen Homo capensis, angelehnt an das nahe der Südspitze Afrikas gelegene Kap der Guten Hoffnung.
Auch den naheliegenden Gedanken, den „Boskop-Typus“ in morphologische Verbindung mit den südafrikanischen indigenen Ethnien zu bringen, griff Broom 1918 in der Schlussbetrachtung seiner Studie auf. Jedoch kam er zu dem Ergebnis, dass die wissenschaftliche Erforschung dieser Ethnien und ihrer Verwandtschaften untereinander keine klaren Ergebnisse gebracht habe und man daher zu diesem Thema nur wenig sagen könne. Andere Forscher – allen voran 1923 Raymond Dart – griffen diese Überlegungen bis in die 1950er-Jahre hinein auf, weswegen der „Boskop-Typus“ zeitweise als Merkmal einer „Boskop-Rasse“ galt, die als „boskopoide“ Vorfahrin der indigenen Ethnien Südafrikas ausgewiesen wurde. Zahlreiche weitere Fossilfunde wurden dem hypothetischen „Boskop-Typus“ zugeordnet, und bereits 1925 erschien in einer südafrikanischen Fachzeitschrift ein Artikel über die mutmaßliche Gestalt seiner Knochen unterhalb des Schädels: Anhand von rund 20 Fragmenten von Röhrenknochen und Wirbeln aus unterschiedlichen, ungenau datierten Fundstätten wurde die Eigenständigkeit der anhand von Schädelfragmenten konstruierten „menschlichen Rasse“ bestätigt, die weder „Bushmen, Negro nor European“ sei. Zugleich wurde spekuliert, dass jüngere Fossilienfunde in Südafrika das Ergebnis einer „Hybridisierung“ der „Boskop-Rasse“ mit den „Bushmen“ seien. 1937 schließlich hatte sich die südafrikanische Rassentheorie so weit verfestigt, dass beispielsweise Alexander Galloway, ein Anatom der Witwatersrand-Universität, eine ganze Reihe von fossilen Rassen aufzählte, diese aber zu drei „physischen Ausprägungen“ zusammenfasste, die – aufeinander folgend – in Südafrika in den zurückliegenden 20.000 Jahren vorherrschend gewesen seien: „Boskop, Bush and Negro“. Robert Broom hingegen beklagte bereits im Dezember 1925 in Nature unter Bezugnahme auf den Schädelfund: „Prejudice has played a considerable part in anthropology“ (Vorurteile haben eine bedeutende Rolle in der Anthropologie gespielt).
Da das Fossil Boskop 1 nicht genau datiert werden konnte und von seinem Fundort nur bekannt ist, dass er im Gebiet des namensgebenden Dorfes Boskop lag, gilt der wissenschaftliche Wert des Fossils, das vermutlich den Vorfahren der Khoisan nahesteht, heute als gering.

## Belege
1. 1 2 3 4   Robert Broom: The evidence afforded by the Boskop skull of a new species of primitive man (Homo capensis). In: Anthropological Papers of the American Museum of Natural History. Band 23, Nr. 2, 1918, S. 63–79, Volltext.
2. ↑  Robert Broom: Fossil Man in South Africa. In: The American Museum Journal. Band 17, 1917, S. 141–142.
3. ↑  FitzSimons, Mr Frederick William (herpetology, archaeology). Eintrag in S2A3 Biographical Database of Southern African Science.
4. ↑   Frederick William FitzSimons: Palæolithic Man in South Africa. In: Nature. Band 95, 1915, S. 615–616, doi:10.1038/095615c0, Volltext.
5. ↑  Arthur Keith: Palæolithic Man in South Africa. In: Nature. Band 95, 1915, S. 616, doi:10.1038/095616a0, Volltext.
6. ↑  Sidney Henry Haughton: Preliminary note on the ancient human skull-remains from the Transvaal. In: Transactions of the Royal Society of South Africa. Band 6, Nr. 1, 1917, S. 1–13, doi:10.1080/00359191709520168, Volltext (PDF).
7. ↑  Eintrag Boskop in Bernard Wood (Hrsg.): Wiley-Blackwell Encyclopedia of Human Evolution. 2 Bände. Wiley-Blackwell, Chichester u. a. 2011, ISBN 978-1-4051-5510-6.
8. ↑  Raymond Dart: Boskop Remains from the South-east African Coast. In: Nature. Band 112, 1923, S. 623–625, doi:10.1038/112623a0, Volltext.
9. ↑  The „amazing“ Boskops. Auf: johnhawks.net, zuletzt abgerufen am 21. Juni 2021.
10. ↑  Raymond Dart: Recent Discoveries Bearing on Human History in Southern Africa. In: The Journal of the Royal Anthropological Institute of Great Britain and Ireland. Band 70, Nr. 1, 1940, S. 13–27, doi:10.2307/2844198.
11. ↑  H. S. Gear: The skeletal features of the Boskop race. In: South African Journal of Science. Band 22, Nr. 11, 1925, S. 458–469 (Volltext).
12. ↑  Alexander Galloway: The characteristics of the skull of the Boskop physical type. In: American Journal of Physical Anthropology. Band 23, Nr. 1, 1937, S. 31–47 [hier S. 32], doi:10.1002/ajpa.1330230105.
13. ↑  Robert Broom: The Boskop Skull. In: Nature. Band 116, 1925, S. 897, doi:10.1038/116897a0.
14. ↑  Boskop skull. Auf: britannica.com.

Koordinaten: 26° 34′ 0″ S, 27° 7′ 0″ O